# Bob Dylan at Budokan
Pour les articles homonymes, voir Live at Budokan.
Albums de Bob Dylan
Street-Legal
(1978) Slow Train Coming
(1979)
Bob Dylan at Budokan est un album en concert de Bob Dylan sorti en 1979.
Il provient de deux des huit concerts donnés par Dylan au Nippon Budokan de Tokyo au début de l'année 1978.

## Fiche technique

### Chansons
Toutes les chansons sont écrites et composées par Bob Dylan, sauf Oh, Sister (Bob Dylan, Jacques Lévy).
| 1.  | Mr. Tambourine Man                    | 4:54 |
| 2.  | Shelter from the Storm (en)           | 4:30 |
| 3.  | Love Minus Zero/No Limit (en)         | 3:52 |
| 4.  | Ballad of a Thin Man                  | 4:47 |
| 5.  | Don't Think Twice, It's All Right     | 4:55 |
| 6.  | Maggie's Farm                         | 5:06 |
| 7.  | One More Cup of Coffee (Valley Below) | 3:19 |
| 8.  | Like a Rolling Stone                  | 6:31 |
| 9.  | I Shall Be Released                   | 4:12 |
| 10. | Is Your Love in Vain?                 | 4:02 |
| 11. | Going, Going, Gone                    | 4:22 |

| 1.  | Blowin' in the Wind                  | 4:25 |
| 2.  | Just Like a Woman                    | 5:03 |
| 3.  | Oh, Sister                           | 4:44 |
| 4.  | Simple Twist of Fate                 | 4:15 |
| 5.  | All Along the Watchtower             | 3:20 |
| 6.  | I Want You                           | 2:34 |
| 7.  | All I Really Want to Do              | 3:37 |
| 8.  | Knockin' on Heaven's Door            | 4:00 |
| 9.  | It's Alright, Ma (I'm Only Bleeding) | 6:04 |
| 10. | Forever Young                        | 5:38 |
| 11. | The Times They Are A-Changin'        | 5:31 |

### Musiciens
- Bob Dylan : chant, guitare, harmonica
- Billy Cross (en) : guitare
- Ian Wallace : batterie
- Alan Pasqua (en) : claviers
- Rob Stoner (en) : basse, chœurs
- Steven Soles (en) : guitare acoustique, chœurs
- David Mansfield : violon, mandoline, dobro, guitare
- Steve Douglas : saxophone, flûte
- Bobbye Hall (en) : percussions
- Helena Springs, Jo Ann Harris, Debi Dye : chœurs

### Classements et certifications
| Classement                    | Meilleure place |
| ----------------------------- | --------------- |
| Allemagne (Media Control AG)  | 24              |
| Autriche (Ö3 Austria Top 40)  | 7               |
| États-Unis (Billboard 200)    | 13              |
| Norvège (VG-lista)            | 2               |
| Nouvelle-Zélande (RIANZ)      | 3               |
| Pays-Bas (Mega Album Top 100) | 6               |
| Royaume-Uni (UK Albums Chart) | 4               |
| Suède (Sverigetopplistan)     | 4               |

| Pays              | Certification | Date            | Ventes certifiées |
| ----------------- | ------------- | --------------- | ----------------- |
| États-Unis (RIAA) | Or            | 20 avril 1999   | 500 000           |
| Royaume-Uni (BPI) | Or            | 19 juillet 1979 | 100 000           |